# Paykull (Adelsgeschlecht)

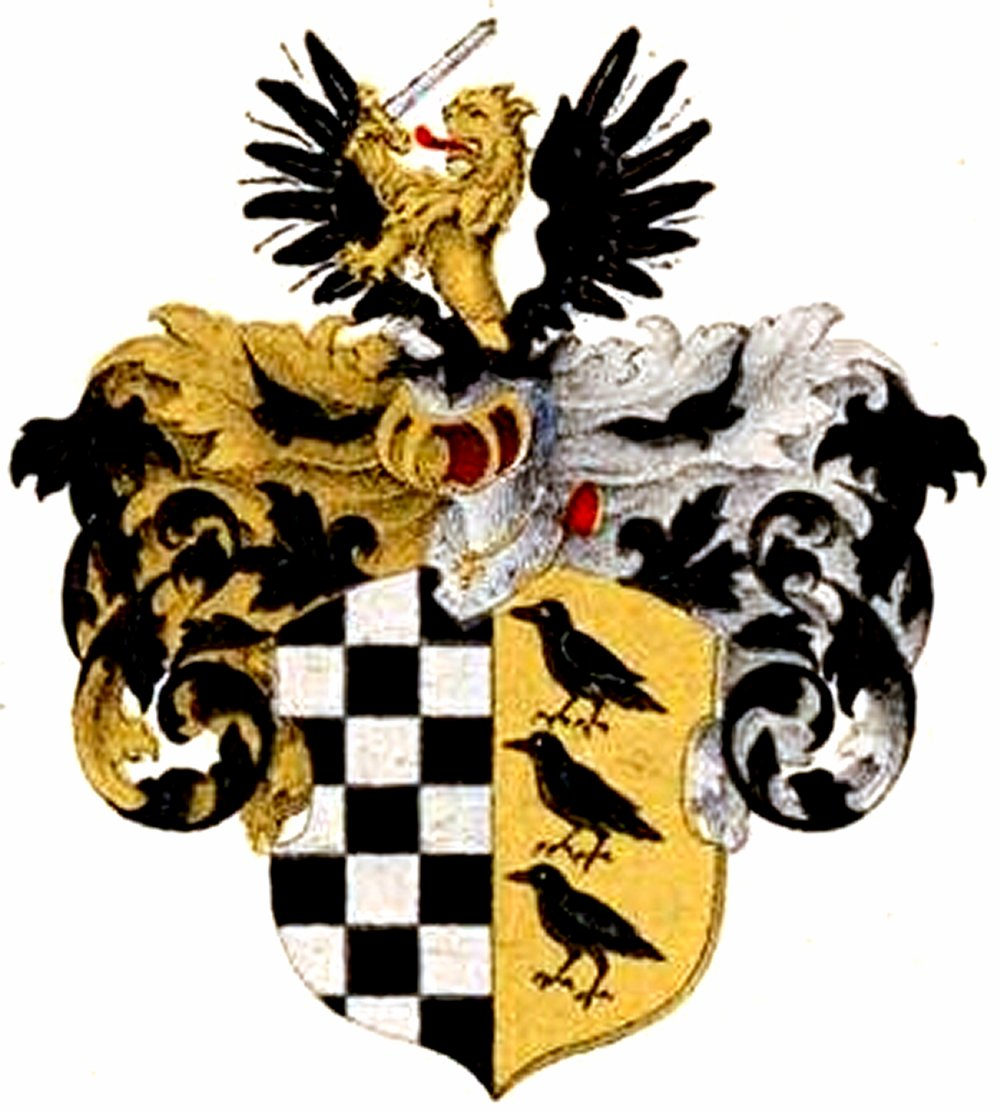
Stammwappen derer von Paykull

Paykull ist der Name eines altlivländisch-schwedischen Adelsgeschlechts. 

## Geschichte
Die Paykull entlehnen ihren Familiennamen einem altlivländischen Besitzgut. Sie traten im ausgehenden 14. Jahrhundert als Vasallen des Deutschen Ordens im Gebiet um Lais auf. Wennemar von Brüggenei belehnte hier 1398 Nikolas Paitekylle, Sohn des Euerhard, mit Land. Die sichere Stammreihe beginnt mit Brant von Paykull, urkundlich 1461–1474, dessen Sohn Hans 1508 Türpsal in Estland erwarb.
1651 wurde Göran Paykull in den schwedischen Freiherrnstand erhoben und 1652 in die Freiherrnklasse der Schwedischen Ritterschaft introduziert (Nr. 33). Die von ihm gestiftete freiherrliche Linie ist mit seinem Sohn Gustav Karl von Paykull 1676 erloschen.
Die Familie wurde 1746 in die Matrikel der Estländischen Ritterschaft (Nr. 43) und 1818 mit Otto von Paytkull a.d.H. Kersel in die der Livländischen Ritterschaft (Nr. 324) aufgenommen.
Bereits 1756 wurde Carl Fredrik Paykull (1719–1789) in Schweden naturalisiert (Nr. 1978). Sein Sohn Gustaf (1757–1826) erhielt 1818 die Anerkennung des Freiherrnstandes und wurde im selben Jahr bei der Freiherrnklasse der Schwedischen Ritterschaft introduziert (Nr. 370).

## Wappen
- Das Stammwappen ist gespalten[1], rechts von Schwarz und Silber geschacht, links in Gold drei schwarze Krähen übereinander. Auf dem Helm mit rechts schwarz–goldenen, links schwarz–silbernen Decken ein wachsender goldener Löwe mit ausgeschlagener roter Zunge, in der Rechten ein silbernes Schwert haltend, zwischen einem schwarzen offenen Flug. Das Stammwappen wurde 1696 in das gräfliche Wappen derer von Mellin aufgenommen.

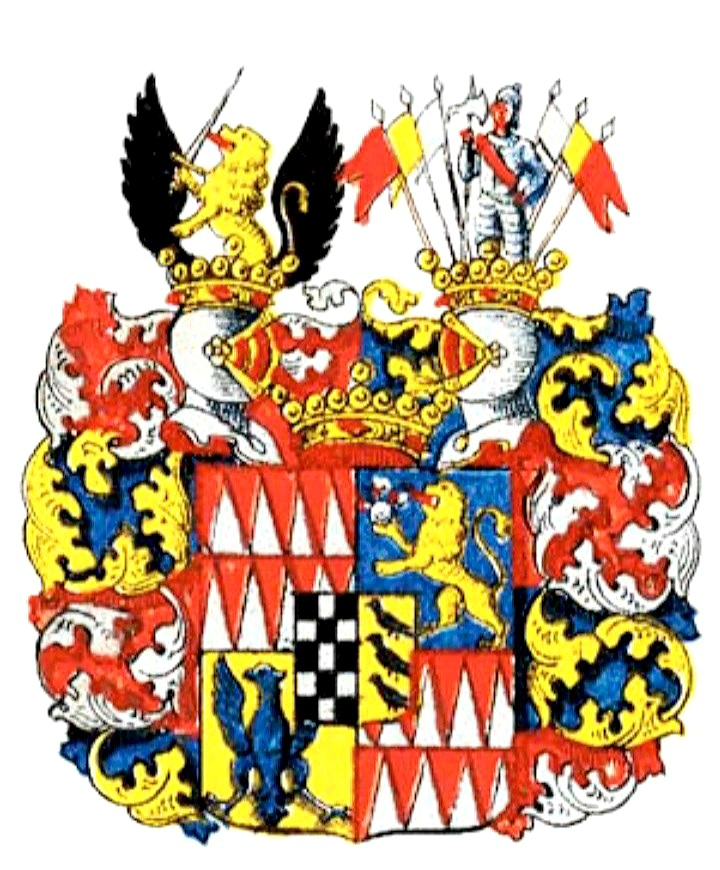
Freiherrenwappen 1651
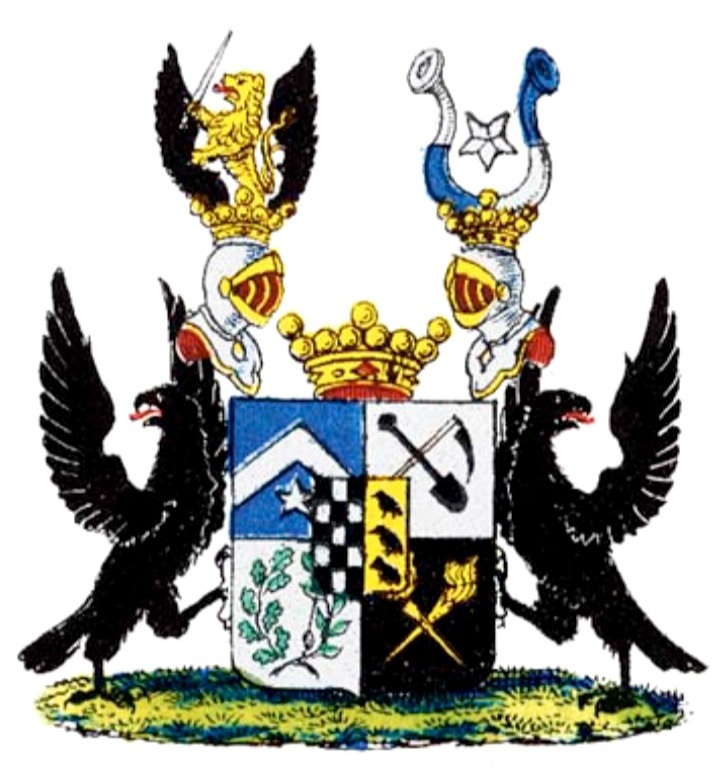
Freiherrenwappen 1818

- Das freiherrliche Wappen (1651) ist geviert und belegt mit einem Herzschild wie Stammwappen; Felder 1 und 4 geteilt, oben in Rot vier, unten in Rot 2 aufsteigende silberne Pfeilspitzen, 2 in Blau ein aufgerichteter zweischwänziger goldener Löwe, in der Vorderpranke eine brennende silberne Bombe haltend, 3 in Gold ein blauer Adler. Zwei Helme, auf dem rechten mit rot–silber–schwarz–goldenen Decken der Stammhelm, auf dem linken mit blau–gold–schwarz–silbernen Decken ein wachsender Geharnischter, mit der Rechten eine silberne Hellebarde an silberne Lanze aufsetzend, die Linke in die Seite stemmend, zwischen sechs (rot-gold blau-blau-gold-rot) zweizipfligen Fahnen an goldenen Lanzen.

- Das freiherrliche Wappen (1818) ist geviert und belegt mit einem Herzschild wie Stammwappen; Feld 1 in Blau ein silberner Sparren, unten begleitet von einem fünfstrahligen silbernen Stern, Feld 2 in Silber schrägrechts ein schwarzer Spaten, geschränkt mit einer schwarzen Sense, Feld 3 in Silber kranzförmig ein naturfarbener Eichenzweig und ein naturfarbener Lorbeerzweig, Feld 4 in Schwarz zwei geschränkte brennende goldene Fackeln. Zwei Helme ohne Decken: rechts der Stammwappenhelm, links der Stern zwischen zwei von Silber und Blau übereck-geteilten Büffelhörnern; Als Schildhalter zwei widersehende schwarze Adler.[3]

## Angehörige
- Göran Paykull (1605–1657), schwedischer Generalleutnant, Reichsrat und Gouverneur von Wismar
- Gustav Karl von Paykull (1653–1676), schwedischer Rittmeister und Kammerherr, als der Erfreuliche Mitglied der Fruchtbringenden Gesellschaft
- Otto Arnold Paykull (1662–1707), polnisch-sächsischer Generalleutnant
- Gustaf von Paykull (1757–1826), schwedischer Vogel- und Insektenkundler
- Friedrich Robert Alexander von Paykull (1818–1876), russischer Generalmajor
- Otto Arnold Wilhelm von Paykull (1819–1890), russischer Generalmajor
- Carl Vilhelm von Paykull (1836–1869), Professor für Geologie an der Universität Uppsala